# Цой, Анатолий Давидович
Анатолий Давидович Цой (род. 1945) — российский хозяйственный деятель, председатель Сельскохозяйственного производственного кооператива «Ордена Трудового Красного Знамени племзавод колхоз им. Ленина», в 2009 году временно исполняющий обязанности главы города Новомосковска.

## Биография
Родился 22 июня 1945 года в городе Сталиногорске (ныне Новомосковск Тульской области). Окончил гидромелиоративный техникум. С 1965 года работал машинистом-экскаваторщиком на ирригации рисовых полей в Кзыл-Ординской области. Затем служил в Советской армии.
В 1968 году вернулся в Новомосковск, где работал слесарем-ремонтником завода «Трамвайзапчасть». Через год был назначен начальником мехотряда объединения «Сельхозтехника», позднее стал заведующим автогаражом.
В 1972 году был приглашён в племзавод-колхоз им. Ленина в качестве заведующего гаражом. Через год он возглавил комбикормовый завод хозяйства, а в 1985 году стал заместителем председателя колхоза.
В 1978 году окончил Всесоюзный сельскохозяйственный институт заочного образования по специальности «Механизация сельского хозяйства».
В 1997 году после ухода председателя колхоза В. А. Стародубцева на пост губернатора Тульской области коллектив СПК «Племзавод-колхоз им. Ленина» избрал председателем А. Д. Цоя. Благодаря его усилиям колхоз стал многоотраслевым хозяйством, в котором обрабатывается 10 тыс. гектаров пашни с озимой и яровой пшеницей, пивоваренными ячменями, сахарной свёклой и масляными культурами. Развивается овощеводство, молочное животноводство. В хозяйстве созданы перерабатывающие цеха по пакетированию молока и розливу минеральной воды. Действуют мельница, пекарня, гречезавод, налажено производство ячневой, пшеничной и других круп. Создана собственная торговая сеть в городах Сокольники, Северо-Задонск, Новомосковск и Тула. В хозяйстве была сохранена социальная сфера, доставшееся с советских времен. На балансе СПК ПЗК им. Ленина остался Дом культуры, Дом быта, подростковый клуб и плавательный бассейн, на содержание которых уходит не менее 10 % валового дохода предприятия. В 2001 году СПК ПЗК им. Ленина признан «Лидером региональной экономики», предприятие является членом клуба «АГРО-300», хозяйству присвоен статус «Бизнес-лидер 2003 года» и звание «Российская организация высокой социальной эффективности».
В апреле 2009 года в Новомосковске разразился скандал, связанный с арестом главы города Н. Н. Минакова и главы администрации города И. М. Потапова. Оба были осуждены за совершение преступления по статье 286, часть 2 (превышение должностных полномочий). В апреле-мае 2009 года А. Д. Цой временно исполнял обязанности главы города, а также был исполняющим обязанности председательствующего в собрании депутатов.
Депутат Собрания депутатов муниципального образования город Новомосковск, председатель постоянной депутатской комиссии по развитию АПК и социальной инфраструктуры в сельских населённых пунктах МО г. Новомосковск.

## Награды и звания
Награждён золотой медалью «Лауреат ВВЦ», медалью «За доблестный труд», почётными грамотами Министерства сельского хозяйства РФ и Администрации Тульской области, удостоен диплома «За высокопрофессиональный уровень управления производством» и приза «Бизнес-лидер-2003». Почётный гражданин города Новомосковска (2012).